# هموسیانین
هموسیانین همانند هموگلوبین پروتئینی محتوی یک فلز است و اکسیژن را منتقل می کند. هموسیانین پروتئین فلزی است که محتوی اتم مس است . هموسیانین در حالت اکسیژن‌دار به رنگ آبی و در شکل بدون اکسیژن بی‌رنگ است. هر مولکول هموسیانین محتوی دو اتم مس است. که با هم به یک مولکول اکسیژن متصل می‌شوند. اتصال اکسیژن به هموسیانین برگشت‌پذیر است.
اکسیژن دار شدن هموسیانین باعث تغییر رنگ آن از بی‌رنگی به رنگ آبی می‌شود.
هموسیانین در انواع نرم تنان مانند حلزون، صدف خوراکی، اُختاپوس و بندپایان مانند خرچنگ‌ها و عنکبوت‌ها و خرچنگ‌های‌دریایی وجود دارد.